# 무정부시대
무정부시대(The Anarchy)는 잉글랜드 역사에서 1135년부터 1154년까지 약 19년간의 기간을 말하며, 잉글랜드 왕국과 노르망디 공국간에 왕위계승 다툼이 벌어진 내전기에 해당한다. 헨리 1세가 1135년 12월에 사망한후 그의 조카 스티븐이 왕위를 찬탈하며 시작되었다. 헨리 1세의 장녀인 마틸다가 남편 앙주백작의 도움을 받아 왕위를 되찾으려 했으나 최종적으로 실패한후 마틸다의 아들  앙리(훗날 헨리 2세)에 의해 왕위쟁탈전은 지속되었다. 이 기간 동안 사회의 법과 질서는 완전히 파괴되었다. 결국 1153년에 월링퍼드 조약을 맺어 내전은 종결되었으며 스티븐이 사망한후 1154년에 앙주 백작 앙리가 잉글랜드 국왕 헨리 2세로 즉위하며 무정부시대는 끝이났다.

## 개요

### 발단
헨리 1세의 유일한 적자 윌리엄 애설링이 1120년 선박 침몰로 죽으면서 노르망디가의 남계 자손이 단절된 것이 사태의 발단이었다. 헨리 1세는 신성로마제국으로 시집간 딸 마틸다를 후계자로 세우려 했다. 하지만 1135년 헨리 1세가 죽자 그 조카 스티븐 블루아가 남동생 윈체스터 주교 헨리 블루아의 도움을 받아 잉글랜드 왕위를 장악했다. 스티븐의 초기 치세는 잉글랜드 남작들의 반란과 웨일스인들의 독립 시도, 스코트인들의 침략으로 얼룩졌다. 잉글랜드 남서부에서 커다란 반란들이 계속되자 마틸다는 이복오라비(즉 헨리 1세의 사생아) 글로스터 백작 로버트의 지원을 받아 1139년 잉글랜드를 침공했다.

### 왕위쟁탈전
전쟁 첫 해에는 어느 쪽도 결정적 승리를 거두지 못했다. 마틸다는 잉글랜드 남서부와 템스 계곡 주변을 장악했고, 스티븐 왕은 잉글랜드 동남부에 대한 통제력을 유지했다. 전투는 공성전, 약탈전, 산병전 등 다양한 형태로 이루어졌지만 모두 기본적으로 소모전의 양상을 띠었는데, 이 시기의 성관들이 방어력이 매우 높았기 때문이다. 양측 모두 병력은 용병이 다수였다. 1141년 스티븐이 링컨 전투에서 포로로 잡히면서 스티븐의 권위는 붕괴했다. 그러나 마틸다가 여왕 대관식을 올리려고 런던으로 들어갔다가 스티븐을 지지하는 시민들에게 쫓겨났고, 그 직후 스티븐의 아내 마틸데 드 불로뉴 여백작이 이끄는 군대가 윈체스터 전투에서 글로스터 백작을 붙잡아 서로의 포로를 교환하면서 전세는 원점으로 돌아갔다. 1142년 옥스퍼드 공방전에서 스티븐이 마틸다를 거의 붙잡을 뻔 했으나 마틸다는 옥스퍼드 성관을 빠져나와 얼어붙은 템스강을 건너 탈출했다.
이후 전쟁은 몇 년 간 질질 끌면서 계속되었다. 마틸다의 새 남편(신성로마황제 하인리히 5세는 1125년 사망) 앙주 백작 조프루아 플랜태저넷이 노르망디를 점령했으나, 잉글랜드에서는 계속 승부가 나지 않았다. 북잉글랜드와 동앵글리아에서는 반란 남작들이 할거했고, 주요 전투가 벌어진 지역들은 황폐화되었다. 1148년 마틸다는 노르망디로 건너가고, 아들 헨리 피츠엠프러스에게 전쟁을 맡겼다. 스티븐은 교회에 자기 아들 외스타슈를 왕위계승자로 인정받으려 했으나 성공하지 못했다.  1150년대가 되면 남작들과 교회는 어느 쪽이든 좋으니 평화를 원하기 시작했다.

### 월링퍼드 조약
1153년 헨리 피츠엠프러스가 잉글랜드를 재침했다. 이 때가 되면 양측 병력은 모두 전쟁이 지긋지긋해져 아무도 제대로 싸우려 들지 않았다. 월링퍼드 성관 공성전 이후 스티븐과 헨리는 화평하기로 하고, 스티븐이 왕위를 유지하되 헨리를 후계자로 삼는다는 월링퍼드 조약을 1153년 11월에 맺었다.  조약 이듬해 스티븐이 죽고 헨리가 즉위하니 곧 최초의 앙주가 앵글인의 왕 헨리 2세다. 헨리 2세가 즉위하면서 비로소 잉글랜드는 18년간의 내전으로 인한 피해의 복구를 시작할 수 있었다. 당대 연대기작자들은 이 내전기를 “예수님과 만(萬)성인들이 모두 잠들어 있던” 시대라고 했다. 그 정도로 개판이었던 시대라는 뜻에서 빅토리아 시대 역사학자들이 “무정부시대”라고 명명했는데, 현대의 학자들 중에는 이런 시대인식이 타당한 것인지 의문을 제기하는 사람도 있다. 소설 대지의 기둥의 시대적 배경이 이 시기다.